# Lista dos edifícios mais altos da região Centro-Oeste do Brasil
Um edifício é uma construção com a finalidade de abrigar atividades humanas. Cada edifício caracteriza-se pelo seu uso: habitacional, cultural, de serviços, industrial, entre outros.
A Região Centro-Oeste do Brasil possui um enorme número de edifícios residenciais e alguns arranha-céus, com destaque para as capitais Goiânia, Cuiabá e Campo Grande. Além das capitais, algumas cidades do interior também se destacam como Dourados e Rondonópolis.
Atualmente o maior arranha-céu da região Centro-Oeste é o Orion Complex com 191 metros, localizado em Goiânia, Goiás.

## Mais altos edifícios construídos
Esta lista contém edifícios atualmente em construção no estado do Mato Grosso, planejados para terem ao menos 80 metros.

## Em construção
|    | Nome                        | Imagem | Localização  | Altura (m) | Pavimentos | Conclusão | Arquitetura              |
| -- | --------------------------- | ------ | ------------ | ---------- | ---------- | --------- | ------------------------ |
| 1  | Orion Complex               |        | Goiânia      | 191,48 m   | 50         | 2018      | MKZ Arquitetura          |
| 2  | Kingdom Park Residence      |        | Goiânia      | 181 m      | 52         | 2019      | Sim Empreendimentos      |
| 3  | Splendore                   |        | Rondonópolis | 165 m      | 43         | 2024      | Grupo TMI                |
| 4  | American Diamond            |        | Cuiabá       | 155 m      | 36         | 2019      | Construtora São Benedito |
| 5  | Premier Vision              |        | Goiânia      | 148 m      | 44         | 2014      |                          |
| 6  | SB Tower                    |        | Cuiabá       | 146 m      | 35         | 2016      | Construtora São Benedito |
| 7  | Grand Tower                 |        | Campo Grande | 142 m      | 40         | 2014      | Consbase                 |
| 8  | Premier Unique              |        | Goiânia      | 142 m      | 44         | 2012      |                          |
| 9  | Twin Tower                  |        | Campo Grande | 140 m      | 35         | 2017      | Consbase                 |
| 10 | Vertigo Premium Studios     |        | Campo Grande | 139 m      | 35         | 2020      | HVM Incorporadora        |
| 11 | Helbor Dual Business        |        | Cuiabá       | 132 m      | 32         | 2016      |                          |
| 12 | Terrace Tower               |        | Campo Grande | 130 m      | 30         | 2019      | Consbase                 |
| 13 | Gran Lux Club Residence     |        | Rondonópolis | 130 m      | 31         | 2021      |                          |
| 14 | Liége Residence             |        | Campo Grande | 130 m      | 30         | 2017      |                          |
| 15 | The Place Corporate Torre 1 |        | Campo Grande | 130 m      | 29         | 2020      |                          |
| 16 | Jardim D’América            |        | Cuiabá       | 130 m      | 32         | 2015      | Construtora São Benedito |
| 17 | L’essence Platine           |        | Goiânia      | 130 m      | 32         | 2011      |                          |
| 18 | Euro Garden Residence       |        | Dourados     | 130 m      | 34         | 2022      |                          |
| 19 | L'essence Suíça             |        | Goiânia      | 130 m      | 32         | 2008      |                          |
| 20 | Solar das Acácias           |        | Campo Grande | 130 m      | 30         | 2012      | Vale Engenharia          |

|   | Nome         | Imagem       | Cidade       | Altura (m) | Pavimentos | Inauguração prevista |
| - | ------------ | ------------ | ------------ | ---------- | ---------- | -------------------- |
| 1 | Niraj Towers | Niraj Towers | Rondonópolis | 250 m      | 62         | sem previsão         |
| 2 | Baalbek      |              | Cuiabá       | 183 m      | 50         | 2026                 |
| 3 | Splendore    |              | Rondonópolis | 165 m      | 38         | entregue fev/2024    |
| 4 | Harissa      |              | Cuiabá       | 144 m      | 41         | 2025                 |